# هيكتور توماس
هيكتور توماس (بالإسبانية: Héctor Thomas) هو عداء سريع فنزويلي، ولد في 10 أكتوبر 1938 في El Callao, Venezuela ‏ في فنزويلا، وتوفي في 23 ديسمبر 2008 في كاراكاس في فنزويلا.

## وصلات خارجية
- هيكتور توماس على موقع الاتحاد الدولي لألعاب القوى (الإنجليزية)
- هيكتور توماس على موقع اللجنة الأولمبية الدولية (الإنجليزية)
- هيكتور توماس على موقع أوليمبيديا (الإنجليزية)